# Czaja (dopływ Leny)
Czaja – rzeka w Rosji, w Buriacji i obwodzie irkuckim; prawy dopływ Leny. Długość 353 km; powierzchnia dorzecza 11 400 km².
Źródła w górach Synnyr; płynie w kierunku północnym przez Wyżynę Północnobajkalską przełamując się kilkakrotnie przez jej wyższe pasma.
Zamarza od października do maja; zasilanie śniegowo-deszczowe.